# Marolta
Marolta è una frazione di 43 abitanti del comune svizzero di Acquarossa, nel Canton Ticino (distretto di Blenio).

## Storia
Nel Medioevo formava una vicinia assieme a Castro e Ponto Valentino.

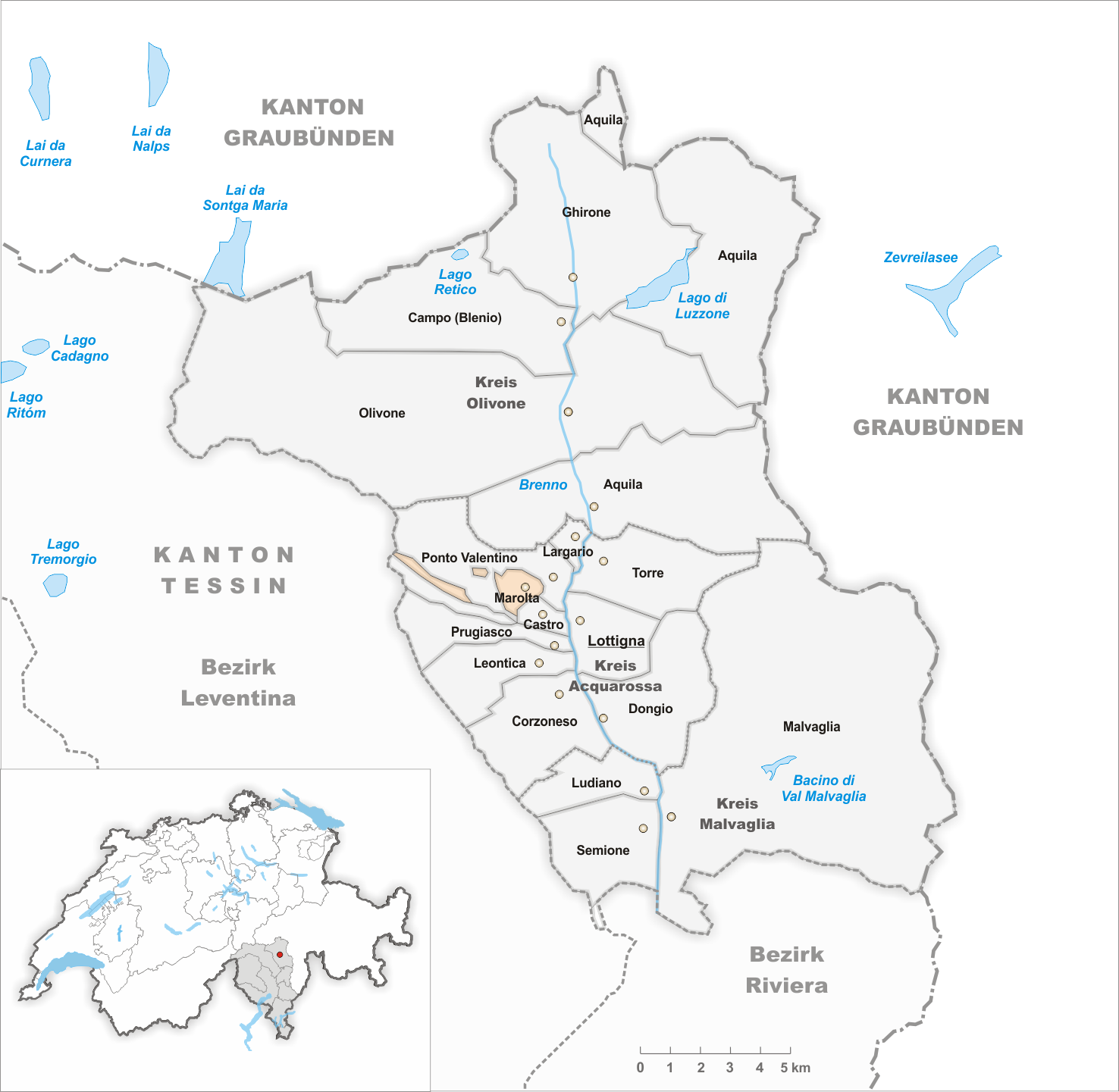
Il territorio del comune di Marolta prima degli accorpamenti comunali del 2004

Fino al 3 aprile 2004 è stato un comune autonomo che si estendeva per 2,83 km²; il 4 aprile 2004 è stato accorpato agli altri comuni soppressi di Castro, Corzoneso, Dongio, Largario, Leontica, Lottigna, Ponto Valentino e Prugiasco per formare il nuovo comune di Acquarossa.

## Monumenti e luoghi d'interesse

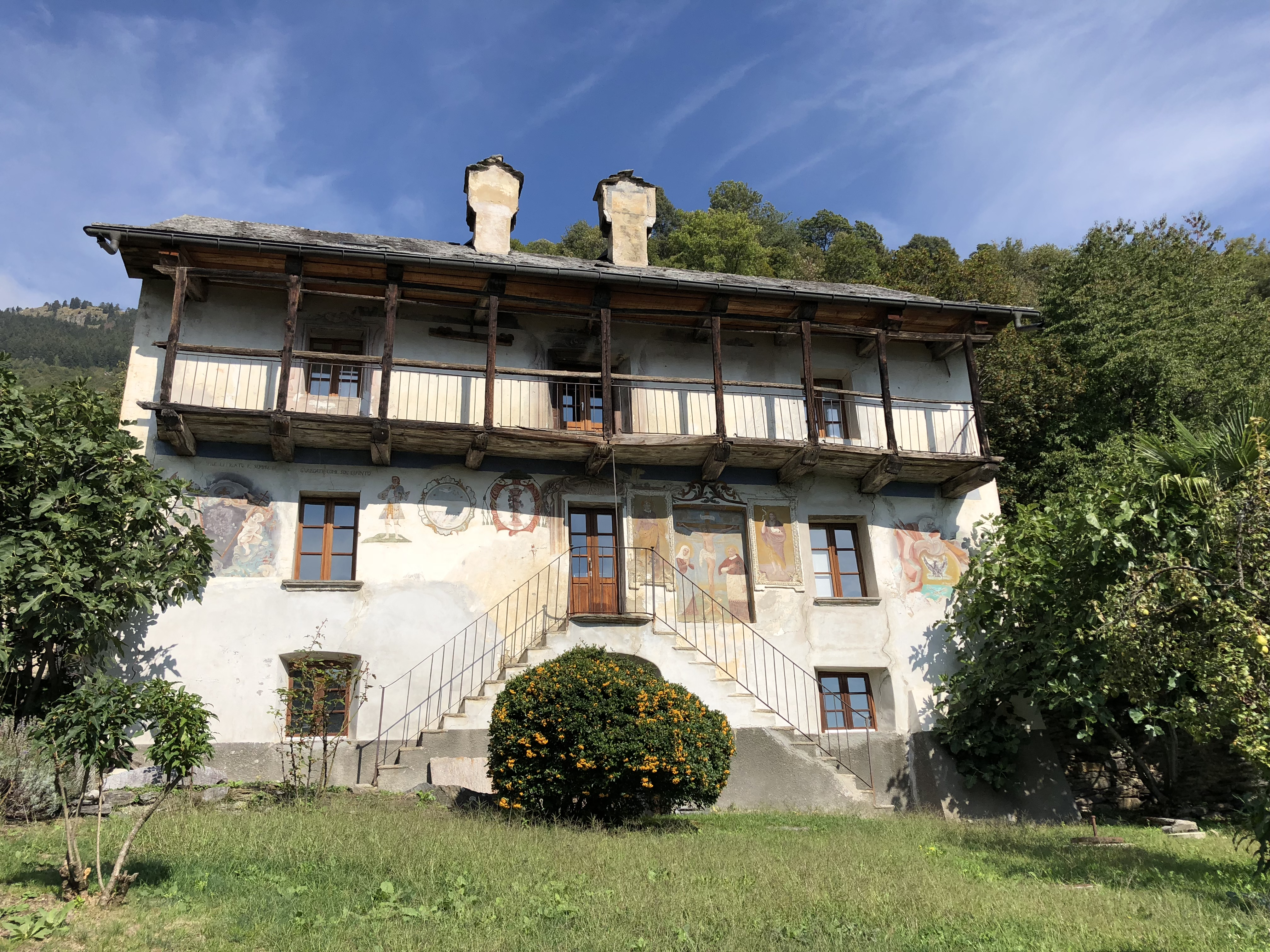
Casa Romagnolo

- Chiesa dei Santi Bartolomeo e Gottardo, consacrata nel 1402[1];
- Oratorio di Santa Maria Assunta in località Traversa, eretto nel 1663[2]
- Casa Romagnolo (XVIII secolo).[2][3]

## Società

### Evoluzione demografica
L'evoluzione demografica è riportata nella seguente tabella:
Abitanti censiti

## Amministrazione
Ogni famiglia originaria del luogo fa parte del cosiddetto comune patriziale e ha la responsabilità della manutenzione di ogni bene ricadente all'interno dei confini della frazione.